# Kvantna prepletenost
Kvántna prepletènost je kvantnomehanski fizični pojav, ki nastane ko se pari ali grupe delcev ustvarijo, interaktirajo ali ko si delijo prostorsko bližino na tak način da se kvantno stanje vsakega delca ne da opisati neodvisno od stanja drugih, tudi če so delci ločeni na veliki razdalji. Meritve fizikalnih lastnosti, kot so položaj, zagon, spin in polarizacija, izvedene na prepletenih delcih, so popolnoma korelirane. Ko so delci prepleteni med seboj, so v superpoziciji dveh ali več stanj. Na primer, če sta bila skupaj ustvarjena dva delca in ne vemo kakšen spin ima posamezen delec (npr. spin gor/spin dol) sta oba delca v superpoziciji "spin gor/spin dol" hkrati. Ko pa izmerimo kakšen spin ima eden od delcev takoj vemo kakšen spin ima drugi. Na primer, recimo, da smo izmerili spin od enega delca in ugotovili da ima spin gor, to nam takoj pove, da je spin drugega delca spin dol. Takšen pojav povzroči na videz paradoksalne učinke. Vsako merjenje lastnosti delca povzroči nepopravljiv zlom na tem delcu in spremeni prvotno kvantno stanje. V primeru prepletenih delcev bo takšna meritev na prepletenem sistemu kot celoti.
Ta pojav je na videz kršil zakon posebne relativnosti. In to je zakon, da informacija ne more potovati hitreje od hitrosti svetlobe v popolnem vakuumu. Kasneje so ugotovili s poskusi, da ta pojav ne krši tega pravila, saj so bili rezultati naključni.
Prepleten sistem je opredeljen kot sistem, katerega kvantnega stanja ni mogoče obravnavati kot produkt stanj njegovih lokalnih sestavin. To niso posamezni delci ampak so neločljiva celota.  Eden delec ne more biti popolnoma vpisan brez upoštevanja drugega/drugih delcev v sistemu. Stanje prepletenega sistema je vedno mogoče izraziti kot vsota ali superpozicija izdelkov od stanj lokalnih sestavin. Ko gledamo prepleten sistem ne smemo gledati nanj, kot na posamezne delce, ki "magično" vplivajo na druge delce, ampak moramo gledati nanj kot na celoto. Ko nekaj vpliva na en delec od sistema pravzaprav vpliva na celoten sistem.